# Rosellinia necatrix
La Rosellinia necatrix Berl. ex Prill., (1904) è un fungo che provoca sulle piante il marciume radicale lanoso. Si diffonde nel terreno attraverso "cordoni miceliari" costituiti da fasci di ife, per cui dalle piante infette può giungere a colpire le piante sane circostanti. Il patogeno si insedia nell'ospite attraverso ferite. Gli organi colpiti sono le radici, che appaiono ricoperte dal micelio, prima di colore bianco, poi bruno; la corteccia imbrunisce e si distacca facilmente dal legno, che imbrunisce a sua volta. Con il progredire dell'infezione la pianta deperisce e muore. Il parassita può colpire tutte le specie arboree da frutto, ma è particolarmente dannoso su melo, vite e drupacee.

## Lotta
Si basa principalmente sulla prevenzione, utilizzando materiale di propagazione sano e terreni privi di inoculo del patogeno. Nell'eliminare le piante malate è buona norma raccogliere tutte le radici di diametro superiore al cm e bruciarle; dopo l'estirpazione i siti infetti andrebbero trattati con prodotti chimici. A livello preventivo, giova il drenaggio dei terreni, quando sono molto umidi. Per limitare le ferite alle radici è bene limitare la profondità delle lavorazioni meccaniche del terreno nei frutteti.